# الاستجابة العسكرية الأمريكية خلال هجمات 11 سبتمبر

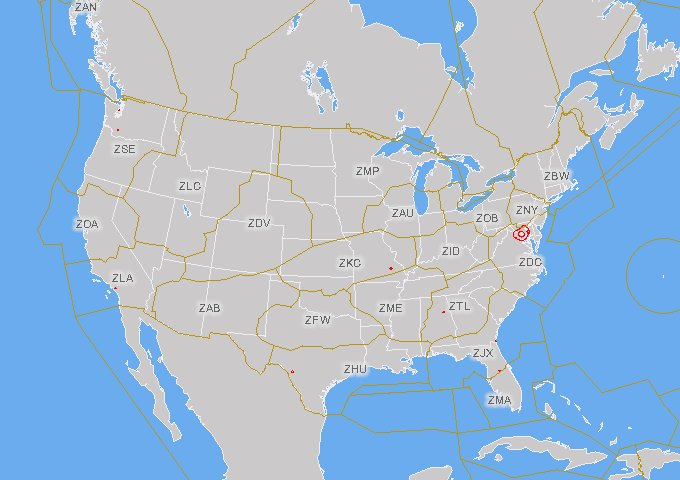

في صباح 11 سبتمبر عام 2001، خُطفت أربع طائرات تجارية وحُطمت عمدًا من قِبل تنظيم القاعدة المجموعة الإرهابية المتطرفة المنسوبة للمسلمين. اصطدمت الرحلة 11 للخطوط الجوية الأمريكية المغادرة من بوسطن بالبرج الشمالي لمركز التجارة العالمي في الساعة 08:46. واصطدمت الرحلة 175 للخطوط الجوية المتحدة المغادرة من بوسطن أيضًا بالبرج الجنوبي بعد 17 دقيقة في تمام الساعة 09:03. واصطدمت الرحلة 77 للخطوط الجوية الأمريكية المغادرة من مطار واشنطن دولس الدولي بالبنتاغون الساعة 09:37. تحطمت الرحلة 93 للخطوط الجوية المتحدة المغادرة من مطار نيوآرك ليبرتي الدولي بالقرب من شانكسفيل، بنسلفانيا في الساعة 10:03 بعد أن ثار الركاب على متنها.
كانت التعليمات القائمة في 11 سبتمبر تشير إلى أنه في حال استلام طلب مساعدة من إدارة الطيران الفيدرالية (إف إيه إيه)، فإنّ قيادة دفاع الفضاء الجوي الأمريكية الشمالية (إن أو أر إيه دي) تأمر طائرة مرافقة عادةً للاقتراب واتباع الطائرة التي جرى التأكد من اختطافها، من أجل ضمان تتبع إيجابي للرحلة، والإبلاغ عن أحداث غير اعتيادية، والمساعدة في البحث والإنقاذ في حالة الطوارئ. قررت لجنة 11/9 أنه في صباح 11 سبتمبر، بأن إدارة الطيران الفدرالية لم تقم بإنذار قيادة دفاع الفضاء الجوي الأمريكية الشمالية بشكل ملائم حول اختطاف الرحلات 11، أو 77، أو 93، أو 175 في وقت يسمح للطائرة المرافقة في الوصول إلى الرحلات المُختطفة. حثّ إشعار اختطاف الرحلة 11 الإقلاع الفوري لمقاتلتين نفاثتين من قاعدة أوتيس الجوية للحرس الوطني، لكن لم يكونا في الهواء إلّا بعد أن ضربت الرحلة 11 البرج الشمالي. حث تقرير خاطئ لإدارة الطيران الفيدرالية حول طائرة مخطوفة تتجه إلى واشنطن (الرحلة فانتوم 11) الإقلاع الفوري لثلاث طائرات مقاتلة أخرى من وحدة الجناح المقاتل الأول في قاعدة لانغلي للقوى الجوية، الذي آل إلى الطيران شرقًا إلى البحر في النهاية بدلًا من التوجه إلى واشنطن بسبب «الاتصالات الضعيفة»، وهذا ما أخّر وصولهم إلى موقع الحدث بشكل كبير.

## التعقب بالرادار
أغلق مختطفو الطيارات الأربع أجهزة الإرسال والاستقبال أو غيروا شيفراتهم عندما سيطروا على التحكم، وهذا ما جعل تعقبهم صعبًا من خلال الرادار. ذكر أفراد قطاع الدفاع الجوي الشمالي الشرقي (إن إي إيه دي إس)/ وقيادة دفاع الفضاء الجوي الأمريكية الشمالية أنهم واجهوا صعوبة في تعيين الطائرة وتتبعها، على الرغم من أنهم تمكنوا من تحديد موقعها في بعض الأوقات:
- رصدت تقنيات إن إي إيه دي إس الرحلة 11 شمال مانهاتن بعشرين ميل، قبل الاصطدام بالبرج الشمالي لمركز التجارة العالمي بدقيقتين أو ثلاثة.[3]
- «بالنظر إلى منطقة مبنى الكابيتول بشكل عام، يعتقد فرد من تقنني المتتبع « إن إي إيه دي إس» أنه رصد الطائرة على الرادار».[4]
- جاء في تقرير لجنة 9/11: «تتبع تقنيو الرادار في (إن إي إيه دي إس) في مدينة رومي الرحلة 77 بالقرب من واشنطن العاصمة».[2]

عندما أُغلقت أجهزة الإرسال والاستقبال في ثلاثة من الطائرات الأربع المخطوفة، وجرى تغيير شيفرة جهاز الإرسال والاستقبال مرتين في الطائرة المتبقية، واجهت إدارة الطيران الفدرالية صعوبة في إعادة بث المواقع القائمة للطائرة إلى إن إي إيه دي إس/ إن أو أر إيه دي عن طريق التلفون، لذلك على الرغم من أنهم تمكنوا من الوصول إلى نفس بيانات الرادار، إلّا أنّ إن إي إيه دي إس لم تتمكن من تحديد مواقع معظم الرحلات. كانت هذه البيانات المتقطعة ذات نفع في بعض الأمور للخدمة السرية الأمريكية. صرحت باربارا ريغز نائب مدير الخدمة السرية أنه «من خلال رادار المراقبة وتفعيل خط مفتوح مع إدارة الطيران الفدرالية، تمكنت الخدمة السرية من استقبال معلومات بالوقت الفعلي حول الطائرة المخطوفة الأخرى، كنا نتعقب طائرتين مخطوفتين وقت اقترابهما من العاصمة واشنطن.

## الرحلة 11
في تمام الساعة 08:13، استجاب طيارو الرحلة 11 لتعليمات بالاستدارة عشرين درجة نحو اليمين صادرة من مركز بوسطن. بعد عدة ثواني، أمر مركز بوسطن الطيارين بزيادة الارتفاع، ولم يكن هنالك استجابة. ذهبت عدة محاولات للتواصل مع الرحلة دون إجابة، وعندما أصبح واضحًا أنّ الرحلة بدأت تخلق خطر جويًا، بدأ المراقبون الجويون بإعادة توجيه الطائرات القادمة لمسافات كافية بعيدًا عن خط طيران الرحلة 11. قال المراقب الجوي في مركز بوسطن توم روبرتس: «نقلنا كل الطائرات بعيدًا عن ألباني، نيويورك إلى سيراكيوز، نيويورك، لأنّ هذا هو الطريق الذي كانت تتحرك فيه». في الساعة 08:19، اتصلت بيتي أونغ مضيفة الطيران على متن الرحلة 11 بمكتب حجز الخطوط الجوية الأمريكية لإبلاغهم أن الرحلة قد اختُطفت. في الساعة 08:21، توقف جهاز الإرسال والاستقبال في الرحلة 11 عن بث المعلومات المتعلقة بارتفاعها أو هويتها.
في الساعة 08:24، سمع المراقب الجوي ما اعتقده صوت الخاطف (المُعتقد أنه محمد عطا) في بث الراديو من الرحلة 11. انحرفت الطائرة عن مسارها بعد دقيقتين واتجهت إلى الجنوب بالقرب من ألباني (نيويورك). اتصل مركز بوسطن بمركز قيادة إدارة الطيران الفدرالية في هيرندون الساعة 08:28 للتبليغ عن الاختطاف. في الساعة 08:32، اتصل هيرندون بمقر إدارة الطيران الفدرالية في واشنطن. في الساعة 08:34، تواصل مركز بوسطن مع قاعدة أوتيس الجوية للحرس الوطني لإبلاغهم عن الاختطاف. وجّه المراقب الجوي في قاعدة أوتيس مركز بوسطن للاتصال مع قطاع الدفاع الجوي الشمالي الشرقي التابع لقيادة دفاع الفضاء الجوي الأمريكية الشمالية، ومن ثم أعلم مركز عمليات أوتيس من أجل توقع مكالمة من قطاع الدفاع الجوي الشمالي الشرقي لطلب الإقلاع الفوري. بدأ الطيارون في هذا الوقت بارتداء بدلاتهم وقادوا إلى مقاتلاتهم النفاثة المُنتظِرة من طراز إف-15. في الساعة 08:37، اتصل مركز بوسطن بقطاع الدفاع الجوي الشمالي الشرقي في رومي، نيويورك. كان هذا التقرير الأول حول الاختطاف الذي وصل إلى قيادة دفاع الفضاء الجوي الأمريكية الشمالية.
وُجِّه الأمر إلى طائرتي إف-15 الجاهزتين في قاعدة أوتيس الجوية للحرس الوطني في فالموث (ماساتشوستس) التوجه إلى محطات القتال (جالسين في طائراتهم، لم تكن قد عملت المحركات بعد). في الساعة 08:46، عندما ضربت الرحلة 11 البرج الشمالي لمركز التجارة العالمي، أُمرت الطائرتان إف-15 بالإقلاع الفوري (الأمر الذي يبدأ بتشغيل المحركات، وهي عملية تستغرق نحو خمس دقائق)، وأكد الرادار أنّ المقاتلتين كانتا في الجو بحلول الساعة 08:53. لكن بحلول ذلك الوقت كان قد ضُرب البرج الشمالي لمركز التجارة العالمي. 
في ذلك الوقت، كان العاملين في قطاع الدفاع الجوي الشمالي الشرقي ما زالوا يحاولون تحديد موقع الرحلة 11، لكنهم لم يستطيعوا ذلك لأنّ الطائرة قد ضربت البرج الشمالي. لم يكن القادة العسكريون متأكدون إلى أين سيرسلون المقاتلات بسبب عدم تحديد هدف معين. كان المراقبون الجويون في مركز بوسطن ما يزالون يتعقبون الرحلة 11 كهدف رئيسي، لكنهم لم يكونوا قادرين على نقل موقعها إلى قطاع الدفاع الجوي الشمالي الشرقي عن طريق التلفون.
لم يُتَّخذ قرار لتغيير مسار المقاتلات إف-15 التابعة للجناح المقاتل 102 بعد بدء انتشار أخبار اصطدام الطائرة ببرج التجارة العالمي. اتُّخذ القرار بإرسال مقاتلتي أوتيس إلى جنوب لونغ آيلند بدلًا من اتجاهها مباشرة إلى مدينة نيويورك، وذلك كما أمر الرائد ناسيبيني من قطاع الدفاع الجوي الشمالي الشرقي.